# Teoria de les marees

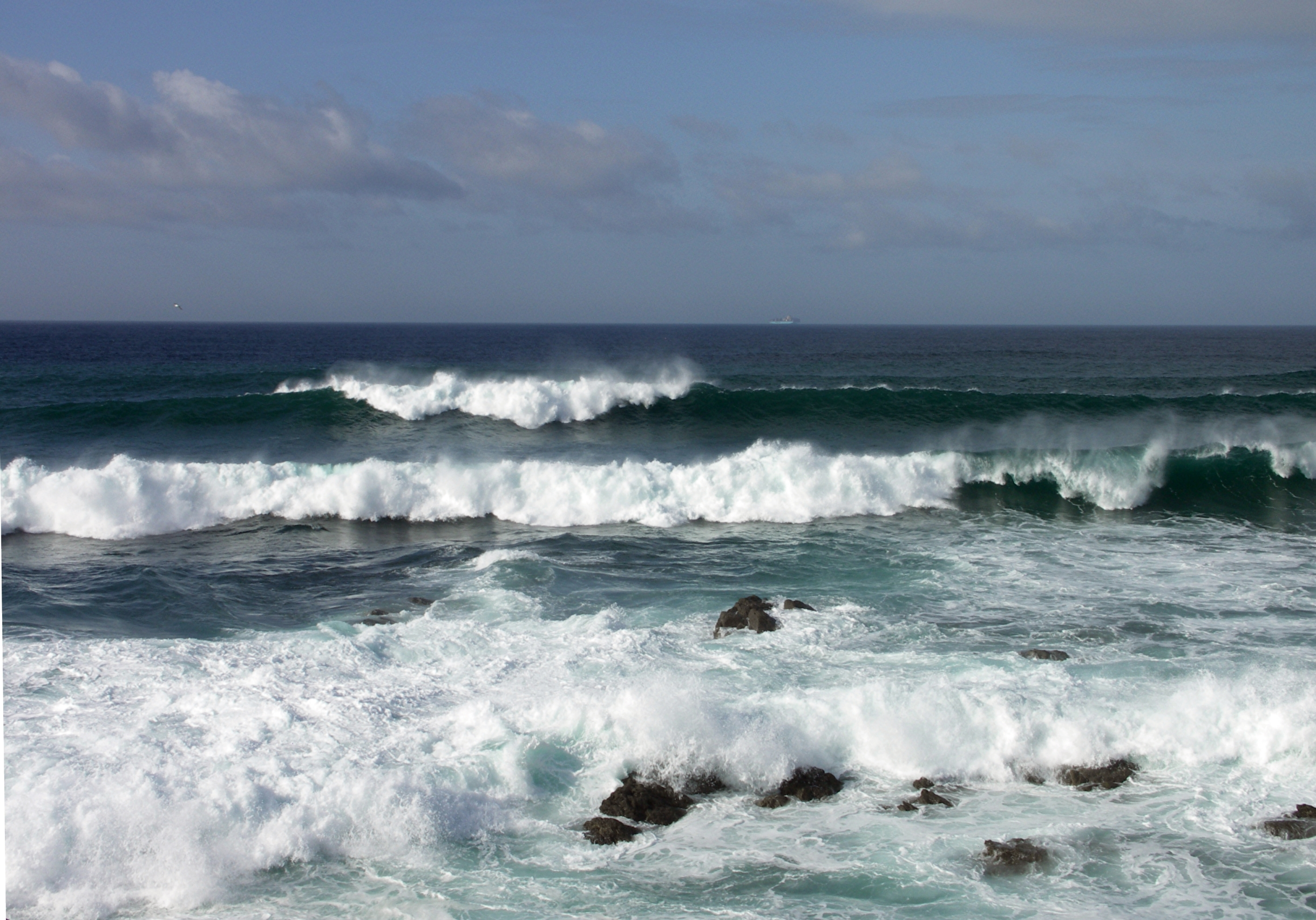
Marea arribant al llogaret de Porto Covo, costa oest de Portugal.

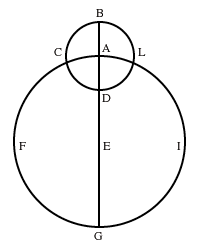
"El major cercle representa l'òrbita de la Terra al voltant del Sol...mentre que el més petit és la pròpia Terra en rotació" (Palmeri 1998, p. 229).

La teoria de les marees és l'aplicació de la mecànica dels medis continus per interpretar i predir les deformacions de marea de cossos planetaris i satèl·lits i les seves atmosferes i oceans (especialment els oceans de la Terra) en la càrrega gravitacional d'un altre organisme astronòmic (especialment la Lluna).